# Cicibór Mały
Cicibór Mały es un pueblo ubicado en la gmina Biała Podlaska, distrito de Biała Podlaska, voivodato de Lublin, Polonia.

## Superficie
Cuenta con una superficie de 2,080 kilómetros cuadrados.

## Demografía
Hasta 2011 la población era de 139 habitantes, con una densidad de población de 66,83 habitantes por kilómetro cuadrado. Estaba conformada por 70 hombres (50,4%) y 69 mujeres (49,6%), según el censo de la Oficina Central de Estadística.